# Stegolepis breweri
Stegolepis breweri är en gräsväxtart som beskrevs av Bassett Maguire. Stegolepis breweri ingår i släktet Stegolepis och familjen Rapateaceae. Inga underarter finns listade i Catalogue of Life.